# شيشة (همت أباد)
شیشة (بالفارسية: شیشه) هي مستوطنة تقع في إيران في قسم همت أباد الريفي. يقدر عدد سكانها بـ 281 نسمة .